# بر فراز دریا (فیلم ۱۹۸۷)
روی دریا (به انگلیسی: Overboard) فیلمی محصول سال ۱۹۸۷ و به کارگردانی گری مارشال است. در این فیلم بازیگرانی همچون گلدی هان، کرت راسل، ادوارد هرمان، کاترین هلموند، رادی مک‌داول، مایک هاگرتی، جرد راشتون، هکتور الیزوندو، اسون-اوله تورسن، گری مارشال و فرانک باکستن ایفای نقش کرده‌اند.
فیلم بر فراز دریا محصول ۲۰۱۸ بازسازی این فیلم محسوب می‌شود.